# Drunktown's Finest
Drunktown’s Finest è un film del 2014 diretto da Sydney Freeland.
Film drammatico statunitense presentato in anteprima mondiale al Sundance Film Festival 2014 il 18 gennaio 2014. Il film è stato successivamente proiettato al Sundance London Film Festival il 25 aprile 2014.
I diritti di distribuzione del film sono stati acquisitati da Sundance Channel dopo la sua anteprima al Sundance Film Festival.

## Trama
Tre giovani nativi americani Navajo (una ragazza nativa adottata, un giovane futuro padre e una donna trans che sogna di essere una modella) si sforzano di sfuggire alle avversità della vita in una riserva indiana. Nizhoni cerca il suo passato, dopo essere stata adottata da una famiglia cristiana bianca, Felixia, una donna trans, insegue un posto per il calendario delle "donne della tribù" e Sickboy che tenta di trovare un modo per prendersi cura del suo futuro figlio.

## Accoglienza

### Critica
L'aggregatore di recensioni Rotten Tomatoes da all'opera il 64% di recensioni positive con un voto medio di 6.4/10. Metacritic valuta il film con un 55 su 100 sulla base di 8 critici.
Drunktown's Finest ha ricevuto generalmente recensioni positive da parte della critica. Geoff Berkshire, di Variety, nella sua recensione ha detto che: "Freeland prende il suo tempo per riunire i suoi personaggi permettendo al pubblico di comprendere meglio le esperienze uniche di ciascun individuo. L'approccio, a fuoco lento, viene eseguito in modo intelligente e le trame sono intersecate in modo schematico solo durante l'incontro casuale di Fickia e Felixia in un negozio di alimentari, che porta a una notte piena di eventi." John DeFore nella sua recensione per Hollywood Reporter ha elogiato il film dicendo che: "i temi dei nativi americani hanno un nuovo aspetto in questo film". Gary Green di HeyUGuys ha dato al film tre stelle dicendo che: "Drunktown's Finest è un film a basso budget con molte ambizioni".

## Riconoscimenti
- Candidatura ai GLAAD Media Awards 2016 nella categoria miglior film della piccola distribuzione.